# کارولین داویرناس
کارولین داویرناس (انگلیسی: Caroline Dhavernas؛ زادهٔ ۱۵ مهٔ ۱۹۷۸) یک هنرپیشه اهل کانادا است.
از فیلم‌ها یا برنامه‌های تلویزیونی که وی در آن نقش داشته‌است می‌توان به سریال هانیبال و تعویض، اقیانوس آرام، شیطان، گمشده و شوریدگی اشاره کرد.